# De Dietrich 18 CV
Der De Dietrich 18 CV ist ein Rennwagen aus der Zeit um 1900. Hersteller war die Société de Dietrich et Cie de Lunéville in Frankreich.

## Beschreibung
Das einzige sichere Baujahr ist 1900. Die Lizenz kam vom französischen Unternehmen Amédée Bollée fils. 1901 folgte der 24 CV.
Das Fahrzeug hat einen Vierzylinder-Reihenmotor. Die Zylinderabmessungen entsprechen jenen des Zweizylindermotors vom 9 CV. 112 mm
Bohrung und  160 mm Hub ergeben 6305 cm³ Hubraum. Der Motor war damals in Frankreich steuerlich mit 18 CV eingestuft.
Der Motor ist liegend hinter der Vorderachse eingebaut. Er treibt über Ketten die Hinterräder an.
Bekannt ist die Karosseriebauform zweisitziger Phaeton.

## Autorennen
Boson de Perigord startete im März 1900 beim Autorennen von Nizza nach Marseille und beim Course de côte de La Turbie. Adrien de Turckheim nahm im Juli 1900 beim Rennen Paris–Toulouse–Paris teil.